# Rosalind Groenewoud
Rosalind Groenewoud (Calgary, 10 de diciembre de 1989) es una deportista canadiense que compitió en esquí acrobático, especialista en la prueba de halfpipe.
Ganó una medalla de oro en el Campeonato Mundial de Esquí Acrobático de 2011. Adicionalmente, consiguió cinco medallas en los X Games de Invierno.
Participó en dos Juegos Olímpicos de Invierno, ocupando el séptimo lugar en Sochi 2014 y el décimo en Pyeongchang 2018.

## Medallero internacional
| Campeonato Mundial | Campeonato Mundial           | Campeonato Mundial | Campeonato Mundial |
| Año                | Lugar                        | Medalla            | Prueba             |
| ------------------ | ---------------------------- | ------------------ | ------------------ |
| 2011               | Deer Valley (Estados Unidos) | Medalla de oro     | Halfpipe           |

| X Games de Invierno | X Games de Invierno    | X Games de Invierno | X Games de Invierno |
| Año                 | Lugar                  | Medalla             | Prueba              |
| ------------------- | ---------------------- | ------------------- | ------------------- |
| 2010                | Aspen (Estados Unidos) | Medalla de bronce   | Superpipe           |
| 2011                | Aspen (Estados Unidos) | Medalla de bronce   | Superpipe           |
| 2012                | Aspen (Estados Unidos) | Medalla de oro      | Superpipe           |
| 2013                | Aspen (Estados Unidos) | Medalla de plata    | Superpipe           |
| 2014                | Aspen (Estados Unidos) | Medalla de plata    | Superpipe           |